# Ralf Böhme (Handballspieler)
Ralf Böhme (* 5. Mai 1972 in Halle (Saale)) ist ein ehemaliger deutscher Handballspieler und heutiger -trainer. Als Spieler wurde er als mittlerer oder linker Rückraumspieler eingesetzt und spielte für den SV Blau-Weiß Spandau und den TSV GWD Minden in der Bundesliga. Zuletzt trainierte er den SV Fortuna ’50 Neubrandenburg.

## Karriere

### Spieler
Der 1,94 m große Böhme begann 1978 bei der SG Dynamo Halle-Neustadt mit dem Handballspielen. 1985 wechselte er zum SC Dynamo Berlin, der 1990 im Zuge der deutschen Wiedervereinigung zum SC Berlin wurde und aus dem sich die Handballabteilung zum HC Preußen Berlin löste. Preußen qualifizierte sich in der letzten Saison der DDR-Oberliga für die Bundesliga und so spielte Böhme in seinem ersten Seniorenjahr in der höchsten gesamtdeutschen Spielklasse. Allerdings trat die Herren-Handballabteilung dem SV Blau-Weiß Spandau bei, der nun den Platz Preußens einnahm. Spandau stieg in die 2. Bundesliga ab und Böhme wechselte nach zwei weiteren Jahren zum Klassenkonkurrenten TSV GWD Minden, mit dem er gleich im ersten Jahr den Bundesliga-Aufstieg feiern konnte. 1998 ging er wieder in die 2. Bundesliga zum TV Jahn Duderstadt, wo er für ein halbes Jahr auch als Spielertrainer agierte. Von 2000 bis 2002 lief er noch für den VfL Fredenbeck auf und beendete dort seine Spielerkarriere.

### Trainer
In der folgenden Saison arbeitete Böhme als Co-Trainer in Fredenbeck und trainierte danach für zwei Jahre die Jugend des SV Fortuna ’50 Neubrandenburg. Im Jahr 2005 nahm er ein Angebot der TSG Söflingen an. Nach einem halben Jahr wurde er jedoch entlassen und betreute in der Saison 2006/07 die HSG Langenau-Elchingen. Es folgte eine Anstellung als Trainer der weiblichen A-Jugend des Buxtehuder SV. Doch auch hier folgte nach etwa einem halben Jahr die Trennung. Von Oktober 2008 bis 2012 kehrte er zum VfL Fredenbeck zurück. Zunächst war er für die 1. Mannschaft verantwortlich, danach im Jugendbereich. Parallel zu seiner Jugendarbeit in Fredenbeck trainierte Böhme die Herren der HSG Bützfleth/Drochtersen. Es folgte ein weiteres Doppel-Engagement: dieses Mal bei den Frauen Bützfleth/Drochtersens und der TSV Bremervörde, wo er allerdings vorzeitig im Januar 2014 um Vertragsauflösung bat, um die Frauenmannschaft der SGH Rosengarten-Buchholz übernehmen zu können. Auch hier verabschiedete er sich frühzeitig nach einem halben Jahr, da er eine Vollzeit-Anstellung an einer Schule in Neubrandenburg angeboten bekam und sich parallel um die A-Juniorinnen- und Frauen-Mannschaft des SV Fortuna Neubrandenburg kümmerte. Nach einer Saison übernahm er dann die Herren-Mannschaft und beendete seine Tätigkeit im Sommer 2017 aus gesundheitlichen Gründen. Im Februar 2018 übernahm er dann wieder die A-Juniorinnen und 1. Frauen-Mannschaft des SV Fortuna 50 Neubrandenburg.